# Кръвосъсирване
Съсирването на кръвта (наричано понякога коагулация) е важен биологичен процес, който предпазва организма от обилни кръвозагуби.

## Фактори на кръвосъсирването
Върху съсирването на кръвта влияят множество фактори, но основните са: тромбокиназа, калциеви йони, протромбин и фибриноген.
- Тромбокиназата е ензим, който се съдържа в тромбоцитите и се освобождава от тях при разпадането им. Установено е, че тромбокиназа се съдържа още и в белите кръвни клетки и във всички тъкани, от които се освобождава при нараняването им.
- Калциевите йони се съдържат винаги като нормална съставна част на плазмата в достатъчно количество.
- Протромбинът (протромбаза или тромбиноген) е неактивен фермент, спадащ към групата на плазмените глобулини, който се намира в кръвта като нейна нормална съставна част в концентрация 0,04 %. Изработва се в черния дроб при участието на витамин К. При липсата на витамин К или недостатъчната му набавка с храната съсирваемостта на кръвта рязко спада поради недостиг на протромбин.
- Фибриногенът е един от трите основни вида серумни белтъци, който се съдържа в плазмата в количество 0,30,4%. В присъствието на соли той е лесно разтворим във вода, докато образуващият се от него през време на кръвосъсирването фибрин е неразтворим.

## Процеси на кръвосъсирването
Процесът на съсирването протича главно в две взаимносвързани фази. През първата фаза освободеното от разпадащите се тромбоцити, от левкоцитите и от клетките на наранените тъкани тромбопластично вещество действа върху съдържащия се в плазмата неактивен фермент протромбин и в присъствието на калциевите йони го превръща в активен фермент тромбин:
тромбопластин + Са-йони + протромбин = тромбин
През втората фаза полученият активен тромбин действа върху разтворения в плазмата фибриноген и го превръща в неразтворим фибрин:
тромбин + фибриноген = фибрин
Образувалият се фибрин представлява преплетени в най-различни посоки еластични бели нишки, между които се задържат белите и червените кръвни клетки и по този начин се образува кръвният сгъстак (кръвната запушалка). Последният изпълва раната, запушва наранения кръвоносен съд и спира кръвотечението, а с течение на времето поради способността на фибрина да се свива придръпва ръбовете на раната и улеснява нейното затваряне и зарастване.

## Заболявания свързани с кръвосъсирването
Целият процес на съсирването на кръвта при нормални условия завършва най-много за 8 – 10 минути. Това е нормалното време на кръвосъсирване. Всяко удължаване на това време е вече болестно явление и говори за опасност от обилни и продължителни кръвотечения.
Особен вид заболяване при мъжете е хемофилията, при която кръвта е загубила способността да се съсирва. В такъв случай и най-малкото нараняване може да доведе до обилни кръвозагуби и дори до смърт.
Съсирването на кръвта може да стане не само при нараняване на кръвоносен съд и изтичане на кръв извън него, но и при запазена цялост на последния когато е нарушена само неговата гладка вътрешна обвивка. В такъв случай допиращите се до нея тромбоцити започват да се разпадат, кръвта се съсирва и се образува т. нар. тромб, който запушва кръвоносния съд на мястото на образуването си. Особено често такива тромби се образуват при възпалителни процеси във вените заболяване, известно под името тромбофлебит. Опасността от тромбофлебита се състои главно в това, че парченце от образувания тромб по пътя на венозния кръвен поток може да дойде до сърцето, да запуши някой негов кръвоносен съд и да предизвика бърза смърт, явление известно под името емболия на сърцето.

## Методи възпрепятстващи кръвосъсирването
В някои случаи се налага да се попречи на кръвта да се съсири. Това се постига, като се отстрани поне един от факторите, вземащи участие при съсирването на кръвта. Така например, ако попречим на разпадането на тромбоцитите, като съберем изтичащата кръв в съд с много гладки, парафинирани стени, кръвта за дълго време остава течна и не се съсирва. Ако прясно взета кръв поставим веднага при ниска температура, тя също не се съсирва. Кръвосъсирването е ферментативен процес, а известно е, че при ниска температура всички ферменти спират своето действие. На съсирването на кръвта може да се попречи, като се отстранят Са-йони. Този е най-честият и практически най-удобният начин за предпазване на кръвта от съсирване постига се, като към кръвта се прибавят малко количество цитратни или оксалатни соли (натриев или калиев цитрат или оксалат), които правят неразтворими калциевите соли и ги утаяват. Такава кръв се нарича цитратна (респ. оксалатна) или консервирана и намира широко приложение при кръвопреливането поради това, че ако се пази на тъмно и студено място, запазва своите свойства в течение на дълъг период от време повече от 30 дни.
Съсирване на кръвта не може да стане и когато към нея се прибавят вещества, възпрепятстващи ферментативното действие на тромбина. Главен представител на тези вещества, които носят общото име антитромбини, е т. нар. хепарин. Нормално той се образува в черния Дроб и в белите дробове, от които е получен в чист вид. В минимални концентрации хепаринът циркулира в кръвта и свързвайки постоянно образуващия се вследствие на непрекъснатото разпадане на малки количества тромбоцити тромбин, не позволява образуването на тромби вътре в кръвоносните съдове.
Други вещества с мощно противосъсирващо действие са хирудинът, който се извлича от смукалата на пиявицата, и дикумаролът, който е изолиран от листата на гнилата детелина, а понастоящем се получава и синтетично.
Съсирването на кръвта може да се възпрепятства, като се отстрани фибриногенът. Това се постига, като към съда, в който е събрана прясно изтеклата кръв, се прибавят няколко стъклени зърна и съдът постоянно се разклаща или ако кръвта се разбърква непрекъснато с една пръчка. При това непрекъснато разбъркване фибриногенът се превръща във фибрин и под формата на фини фибринови нишки се полепва по пръчката или по стъклените зрънца, като заедно с тях може да бъде отстранен от съда. Останалата в съда кръв се нарича дефибринирана и намира приложение главно във физиологията при промиване на изолирани вън от тялото органи.

## Хемокоагуланти
Хемокоагулантите са група химични вещества, които ускоряват кръвосъсирването. Прилагат се в медицината за кръвоспиране и като антидоти при отравяния с хемолитични и антихемокоагулантни отрови.
Основните търговски препарати на българския фармацевтичен пазар са:
- Коагуланти с резорбтивно действие
  - Желатин (Gelatina medicinalis, Gelatina animalis). Продукт на частичната хидролиза на колагена, намираща се в хрущялите и костите на едрия рогат добитък. Съдържа главно глутин. Увеличава способността на кръвта да се съсирва.
  - Витамин К3 (Vikasolum). Необходим за синтезата на протромбина, проконвертина, фактор IX и фактор X в черния дроб. Използва се за профилактика и лечение на кръвоизливи от различен произход.
  - Дицинон (Dicynon, Etamsylat). Кръвоспиращият му ефект се свързва с въздействието му върху тромбоцитите и капилярната пропускливост. В стоматологията се прилага при отстраняване на кисти и гранули и при екстракция на зъби.
- Външни коагуланти
  - Геласпон – стерилна, резорбираща се желатинова гъба, улесняваща локално настъпването на кръвосъсирване чрез ускоряване разпадането на тромбоцитите. Ивици от гъбестата пластинка (сухи или умерено навлажнени) се поставят върху кървящото място.
  - Хемарктин – съдържа змийска отрова. Ускорява съсирването на кръвта, като замества тромбопластината и активира неактивните тромбоцити.
  - Велин – съдържа 30 гр. бух тромбин, получен от говежда плазма, суфер за неутрализиране на стомашната киселина и обезмаслено мляко на прах.
  - Оксалова киселина – в малки дози увеличава концентрацията на калция в кръвта, стимулира образуването на тромбоцити по този начин подобрява съсирваемостта.